# Peri (Unternehmen)
Die Peri SE  ist  ein internationaler  Hersteller von Schalungs- und Gerüstsystemen. Seit der Gründung im Jahr 1969 sind Zentrale, Entwicklung und die Schalungs- und Trägerproduktion in Weißenhorn bei Ulm angesiedelt. 
Im Jahr 2016 wurde die Gerüstproduktion in das 20 Kilometer entfernte bayerische Günzburg ausgelagert und 2020 durch eine Verzinkerei ergänzt.

## Geschichte
Peri wurde 1969 von Artur Schwörer († 2009) in Weißenhorn bei Neu-Ulm gegründet. Der Unternehmensname geht auf die griechische Präposition „peri“ (dt.: um – herum) zurück, so wie die Schalung den Beton und das Gerüst das Gebäude umgibt. Das erste Produkt war ein Schalungsträger aus Holz mit hoher Tragfähigkeit und einer patentierten Knotenverleimung. Drei Jahre später eröffnete Peri Niederlassungen in Hamburg und Stuttgart. In den folgenden Jahren wurden Tochtergesellschaften außerhalb Deutschlands gegründet.
1985 brachte das Unternehmen ein universelles Rahmenschalungssystem und 1989 das ACS-Selbstklettersystem auf den Markt. 1992 folgten ein Deckenschalungssystem und 1998 ein Gerüst-System. 2006 wurde ein Rahmenschalungssystem mit einseitig bedienbarer Ankertechnik sowie ein Baukastensystem für den Ingenieurbau eingeführt. 2016 wurde eine Handschalung aus Kunststoff auf den Markt gebracht, die das flexible Schalen von Wänden, Säulen und Decken ermöglicht. Ebenfalls 2016 wurde eine Weiterentwicklung des bestehenden Gerüstbaukastens eingeführt. 2020 druckte Peri mit einem 3D-Betondrucker in Beckum das erste Wohnhaus Deutschlands und Anfang 2021 im Weißenhorner Stadtteil Wallenhausen das europaweit erste Mehrfamilienhaus mit drei Stockwerken.
Ende 2021 beschloss die Hauptversammlung die Umwandlung der Gesellschaft in eine Europäische Gesellschaft (SE).